# 4 gennaio
Il 4 gennaio è il 4º giorno del calendario gregoriano. Mancano 361 giorni alla fine dell'anno (362 negli anni bisestili).

## Eventi
- 46 a.C. - Giulio Cesare affronta Tito Labieno nella battaglia di Ruspina.
- 871 - Battaglia di Reading: Etelredo del Wessex viene sconfitto da un esercito invasore danese
- 1493 - Cristoforo Colombo lascia il Nuovo Mondo ponendo fine al suo primo viaggio
- 1642 - Guerra civile inglese del XVII secolo: re Carlo I d'Inghilterra attacca il Parlamento
- 1649 - Guerra civile inglese, il Parlamento di Rumo vota per processare Carlo I.
- 1717 - Paesi Bassi, Regno di Gran Bretagna e Francia firmano la Triplice alleanza
- 1762 - La Gran Bretagna dichiara guerra a Regno di Spagna e Regno di Napoli
- 1798 - Costantino Hargerli, nuovo principe di Valacchia per volere dell'Impero ottomano, entra a Bucarest
- 1847 - Samuel Colt vende la sua prima rivoltella al governo degli Stati Uniti
- 1854 - Scoperta delle Isole Heard e McDonald da parte del capitano William McDonald
- 1863 - Nasce ad Amburgo la Chiesa neo-apostolica
- 1884 - A Londra viene fondata la Fabian Society
- 1896 - Lo Utah diventa il 45º Stato degli USA
- 1919 - Inizia la Rivolta spartachista
- 1936 - Billboard Magazine pubblica la sua prima Hit parade
- 1947 - Il sindacalista Accursio Miraglia viene assassinato da Cosa nostra
- 1948 - La Birmania ottiene l'indipendenza dal Regno Unito
- 1951 - Guerra di Corea: le truppe cinesi e nordcoreane occupano Seul
- 1958 - Il satellite artificiale Sputnik 1 appartenente all'Unione Sovietica si frantuma a causa dell'attrito al rientro nell'atmosfera
- 1962 - A New York entra in funzione un treno che viaggia senza manovratore
- 1967 - Donald Campbell muore quando il suo Bluebird K7 si schianta durante un tentativo di battere il record mondiale di velocità sull'acqua
- 1968
  - Corrado Mantoni conduce per la prima volta il programma radiofonico La Corrida, trasmesso sulla seconda rete della Rai
  - Jimi Hendrix, in tournée in Scandinavia, danneggia la sua camera d'albergo e viene arrestato a Stoccolma
  - Viene costituita la città di Lamezia Terme, dall'unione amministrativa dei comuni di Nicastro, Sambiase e Sant'Eufemia Lamezia
- 1972 - Rose Heilbron diventa il primo giudice donna del Regno Unito
- 1974 - Il presidente statunitense Richard Nixon si rifiuta di consegnare il materiale richiesto dal Comitato d'indagine del Senato sullo Scandalo Watergate
- 1999 - Un gruppo armato spara sui musulmani sciiti in preghiera in una moschea di Islamabad, uccidendo 16 persone e ferendone 25
- 2004
  - Mikheil Saak'ashvili vince le elezioni presidenziali in Georgia
  - Giungono al centro NASA di Pasadena (California) le prime immagini rilanciate dalla sonda spaziale Spirit atterrata sul pianeta Marte
- 2007 - Nancy Pelosi è la prima donna eletta alla carica di presidente della Camera dei rappresentanti degli Stati Uniti d'America
- 2010
  - Viene inaugurato il Burj Khalifa, a Dubai, il grattacielo più alto del mondo con i suoi 828 metri
  - Muore all'età di 94 anni Tsutomu Yamaguchi, l'unico sopravvissuto alle due bombe atomiche lanciate ad Hiroshima e a Nagasaki
- 2011 - Eclissi parziale di Sole visibile da Europa, Africa e Asia centro-occidentale.

## Nati
Ci sono circa 1 270 voci su persone nate il 4 gennaio; vedi la pagina Nati il 4 gennaio per un elenco descrittivo o la categoria Nati il 4 gennaio per un indice alfabetico.

## Morti
Ci sono circa 590 voci su persone morte il 4 gennaio; vedi la pagina Morti il 4 gennaio per un elenco descrittivo o la categoria Morti il 4 gennaio per un indice alfabetico.

## Feste e ricorrenze

### Civili
- Giornata mondiale del Braille[1], in onore alla data di nascita di Louis Braille

### Religiose
Cristianesimo:
- Sant'Abruncolo, vescovo
- Santa Angela da Foligno, terziaria francescana
- Santa Dafrosa di Roma, sposa e martire
- Sant'Elizabeth Ann Bayley Seton, vedova
- Santi Ermete e Caio, martiri
- Santa Farailde di Gand, vedova
- San Ferreolo di Uzès, vescovo
- San Gregorio di Langres, vescovo
- San Libenzio di Brema, vescovo
- San Manuel González García, vescovo e fondatore delle Suore missionarie eucaristiche di Nazareth
- Santi Prisco, Priscilliano e Benedetta, martiri
- San Rigoberto di Reims, vescovo
- San Rigomero, vescovo
- San Ruggero d'Élan, abate
- Santo Stefano di Bourg-en-Bresse, certosino
- San Teoctisto di Caccamo, abate basiliano
- Beata Chiara de Ugarte, vergine mercedaria
- Beata Cristiana da Santa Croce (Oringa Menabuoi)
- Beato Luigi de Halles, mercedario
- Beato Secondo Pollo, sacerdote e alpino
- Beato Tommaso Plumtree, sacerdote e martire

Religione romana antica e moderna:
- Compitalia, terzo e ultimo giorno